# Suishu
Suishu (traditionell kinesiska: 隋書, förenklad kinesiska: 隋书, pinyin: Suīshū) är ett av de 24 historieverken. Det är Tangdynastins officiella historia över den föregående Suidynastin. Verket var färdigt år 636. Redaktör under arbetet var Wei Zheng.
Verket består av 85 kapitel, indelade i tre delar, där den första handlar om kejsarna och den högsta adelns liv, medan de andra har friare teman.
I boken nämns att matematikern Zu Chongzhi (429-500) lyckades beräkna värdet av pi till sjunde decimalen (3.1415927). Det var ett rekord som skulle stå sig i 1000 år.